# Francisco Lima
Francisco das Chagas Lima, mais conhecido como Francisco Lima, (Matias Olímpio, 6 de agosto de  1985) é um engenheiro agrônomo e político brasileiro, atualmente deputado estadual pelo Piauí.

## Dados biográficos
Filho de João José de Lima e Maria de Melo Lima. Graduado como engenheiro agrônomo, prestou consultoria a projetos e entidades afins, inclusive sob convênio com o Serviço Brasileiro de Apoio às Micro e Pequenas Empresas (SEBRAE). Sempre filiado ao PT, elegeu-se prefeito de São João do Arraial em 2004 sendo reeleito em 2008. Renunciou ao cargo que ocupava em 2011 para assumir a superintendência do Instituto Nacional de Colonização e Reforma Agrária (INCRA) no Piauí.
Eleito deputado estadual em 2014, licenciou-se no ano seguinte para assumir o cargo de secretário de Desenvolvimento Rural no terceiro governo Wellington Dias e foi reeleito para o legislativo em 2018.